# 广德湖

广德湖在古代宁波河网中的大致位置

广德湖，是浙江宁波境内曾有过的一片湖泊，范围西起林村，东至望春桥，北起高桥，南过蜃蛟，涉及当下宁波海曙区横街、古林、集士港、高桥四个乡镇，水域面积大致相当于现今东钱湖的三倍。广德湖原为潟湖，晋代即有记载，因其形如酒器罂脰而又名罂脰湖，一说因形如黄莺脖子而得名莺脰湖。唐宋以来，广德湖历代都有修治，灌溉周边农田，同时也保证了宁波经浙东运河抵达杭州的水路通道畅通。北宋末年，为了获得更多的土地，在明州知州楼异的主持下，广德湖被填平，这一举措直至今日一直争议不断。

## 地理
广德湖位于宁波老城西12里，西岸沿四明山。根据咸丰《鄞县志》载，广德湖四至为南对青垫、夹塘、俞家宅一带, 西枕林村、凤岙市, 北界高桥、石塘，东界新庄。据考证，六朝之初，鄞西曾有不少湖盆，后围堤成湖。广德湖的水源为发源于余姚大雷山的桃源溪，下游经西塘河进入宁波城中。湖中有望春、白鹤两山，其中白鹤山位于今集士港镇岳童村鲍家，而望春山位于今集士港镇桃源村春山。

## 历史

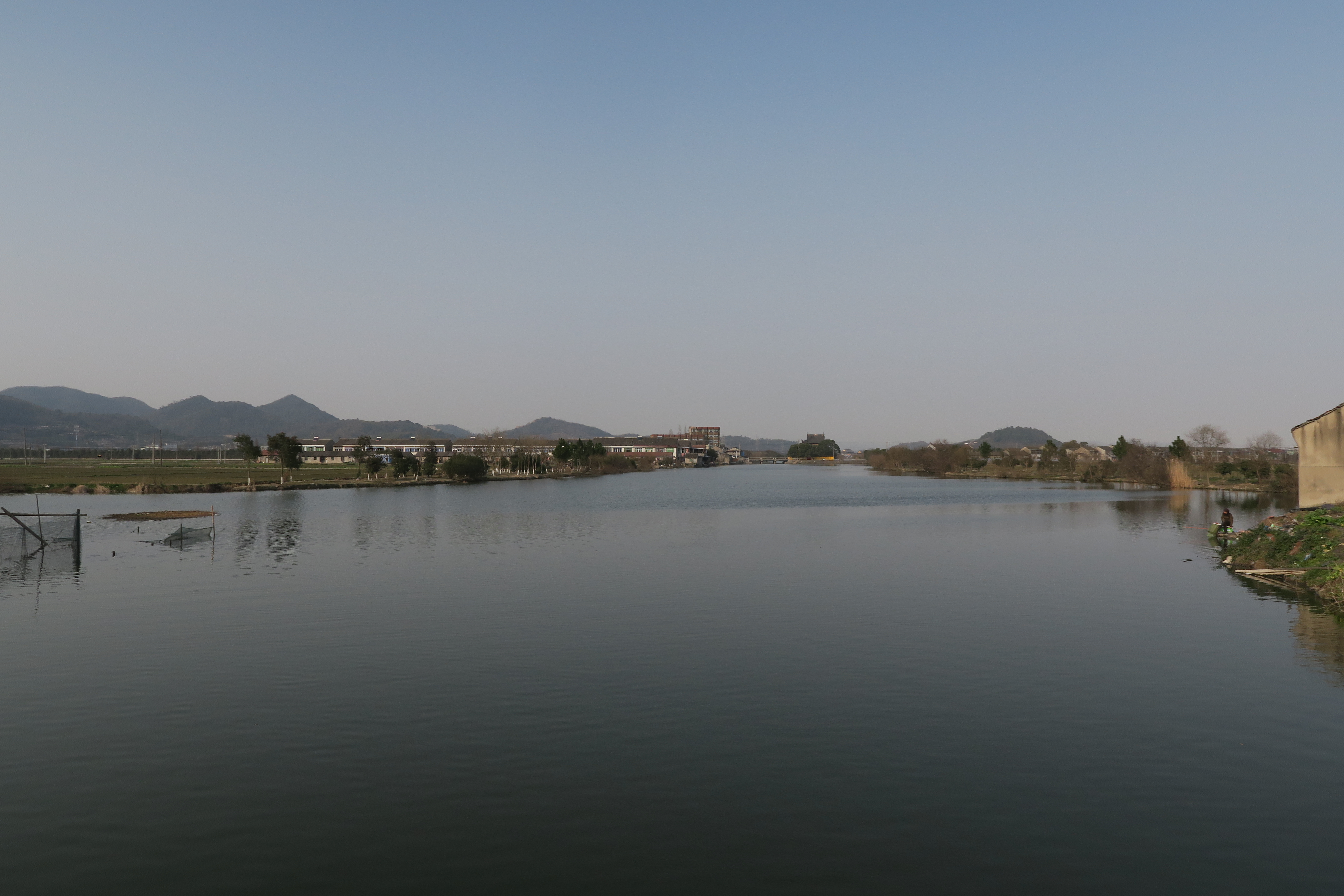
十三洞桥附近广德湖残存的水系，现称湖泊河

广德湖是一片潟湖，自东汉开始即存在。晋陆云《答车茂安书》中亦有鄞县“西有大湖，广纵千顷”之说。彼时，湖面形如葫芦状酒器罂脰，因而有“罂脰湖”之称。南朝时，广德湖旁即有耕种活动，并修建堤坝等水利设施。因湖水能帮助灌溉农田，德惠民生，因而逐渐有了“广德湖”的称谓。唐代，鄞县县令储仙舟在疏浚整治湖泊后，正式确立“广德湖”的名称。
自唐代开始，广德湖便得到不断疏浚。唐大历八年（公元773年），鄞县令储仙舟修治广德湖。贞元元年（785年），明州刺史任侗再度修治并扩大湖面规模。北宋建隆年间，明州知州钱亿浚修广德湖，使之成为鄞西“骄阳砾石无旱涝之患”的水利工程。大中祥符年间，明州知州苏耆疏浚广德湖。天禧二年（1018年），明州知州李夷庚在广德湖周围筑堤十八里，湖界得以确定。康定元年（1040年），鄞县主簿曾公望主持疏浚。在所有的疏浚工程中，以熙宁元年（1068年）鄞县县令张峋主持的疏浚工程最为得力。当时，在张峋的主导下，民间出钱出力，花费一年零一个月，修筑湖堤9134丈，建水闸9座，堤堰20座。自此，广德湖具备了高效的调蓄能力，周边农田亩产曾一度达到六七石。同时，广德湖的疏浚也保证了从州城西行进入浙东运河的船只能够顺利通航。工程完工后，时任明州知州曾巩曾撰写《广德湖记》一文，记叙张峋的功绩，并寄望后来者能够以此为榜样，永远为民众牟利。
然而，随着北宋时江南人口的增多，农田日渐匮乏。淳化二年（991年），当地人开始占湖沼作农田。至道二年（996年），明州知州邱崇元将此事上报宋太宗，宋太宗即下诏禁止废湖为田。然而，咸平年间，宋真宗赏赐西山沿湖沼泽百顷作为官员职田，此后占湖为田日渐成为风气，此后更有人提出废湖为田，后由朝廷刻石为戒，广德湖废湖之事方才暂息。然而，到了政和六年（1116年），明州人楼异欲回乡为官，又因当时明州苦于财政紧缺，因而楼异提出填湖为田，以增加的赋税解决明州接待高丽、日本使臣进京的费用问题，同时建造大船出海的建议，获得宋徽宗的首肯。政和七年（1117年），楼异在任明州知州后，即下令广德湖放水并开田，次年，广德湖即告消失。楼异以扩田720顷，得粮食18000石的政绩升任龙图阁秘阁修撰。
广德湖消失后，扩大的田地使更多的民众得以从事耕种。但仅仅过了四年，下游灌溉即出现湮塞，此后更是“无岁不旱”，旧时的良田成为下田。明清时，原广德湖区域平均每三四年即遭受重灾一次，时有“烂腐岐阳破沿江，十年倒有九年荒”的说法。相比受东钱湖滋养的鄞东，鄞西留下了“儿子要亲生，买田买东乡”的失望民谚。鄞西湖田水稻产量低下，蔺草却成为湖田中生长最好的植物，鄞西古林人以此从事草编，成为“中国蔺草之乡”。

## 评论
历来，对广德湖兴废的争议颇多。就在废湖后的南宋，王庭秀撰《水利记》论证废湖之害，认为废湖是导致鄞西旱灾和土质变坏的主要原因。与此针锋相对的是王正已的《废湖辨》。王正已提出，鄞西农业生产的发达主要功绩在于唐代修建的它山堰而不是广德湖。元人况逵在《丰惠庙碑记》中所持的观点与王正已相同，同时也指出，广德湖所辟湖田所产出的漕粮占到整个宁波十万石漕粮的将近四分之一，因而废广德湖并非过错，而是功劳。到了明末清初，宁波浙东学派学人却大都反对废广德湖为田。清初著名历史学家万斯同曾连写三首竹枝词，抨击楼异废湖为田，导致西乡再无丰年，甚至指责楼异勾结权臣蔡京，死后不应供于庙宇祭祀。全祖望则在对比了东钱湖和广德湖的历史后，提出了和万斯同相似的观点。现代学者中，有学者对楼异填湖持完全否定的态度，但也有学者认为，虽然广德湖对鄞西的功用不可或缺，因它山堰和南塘河无法提供充分的调蓄功能，从而废湖的举动失之轻率，然而唐宋时期江南人口激增导致土地匮乏，如何扩大可耕地的面积亦是当政者必须要考虑的因素，因而以部分湖区围田耕种亦是一种可行的选择。

## 遗迹及纪念

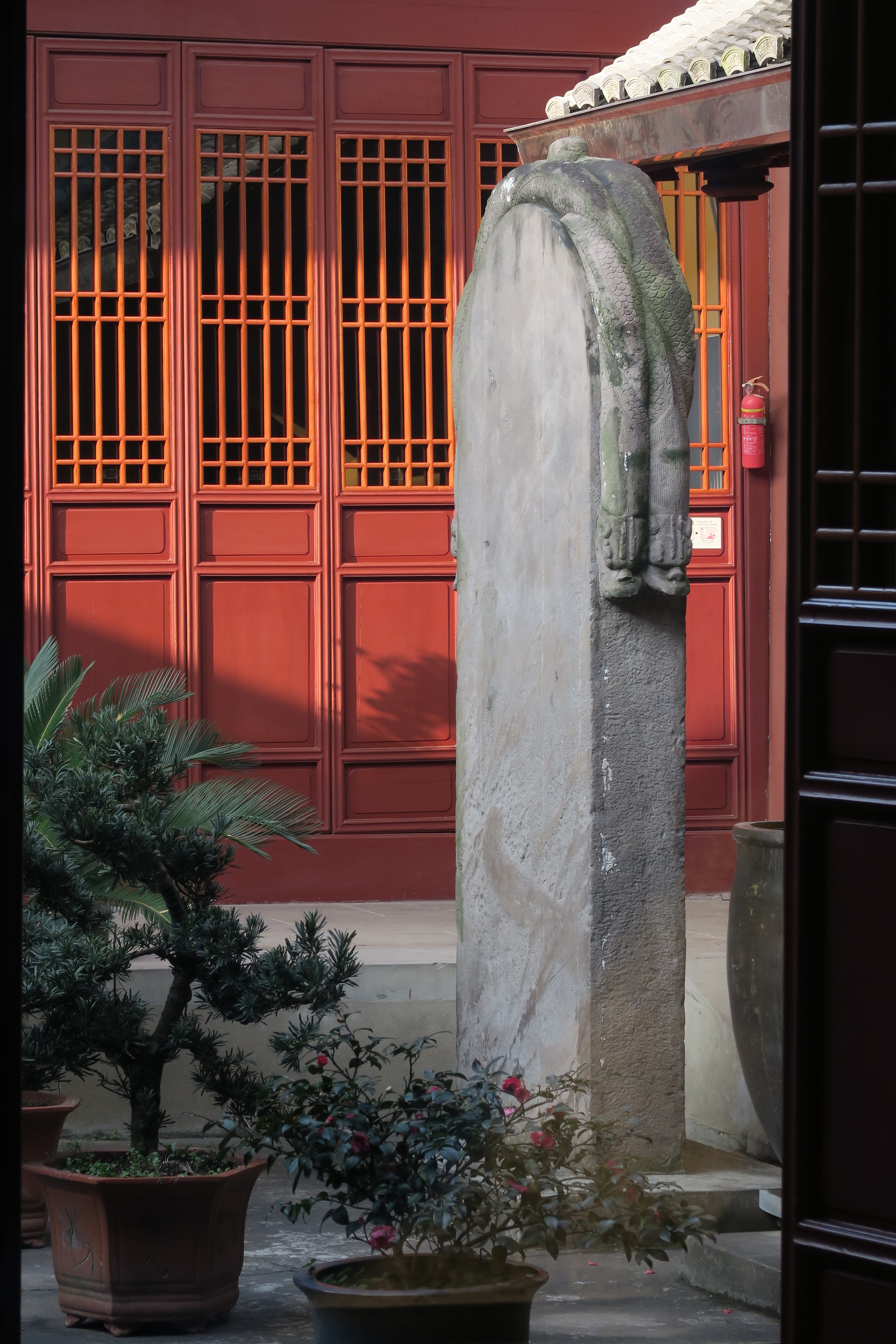
今广德庵内的宋徽宗御笔碑

张峋疏浚广德湖后，曾建白鹤、望春两座祠庙，一座祭祀历代修浚官员，一座纪念修浚有功的民众。纪念任侗、钱亿、王安石、王庭秀等疏浚者的白鹤庙至今留存。废湖者楼异曾被追封为太师，立祠于望春山灵波庙，目前亦存有位于集士港丰成村的丰惠庙，内藏宋徽宗亲书瘦金体御笔碑，2008年转移至广德庵。2009年，第三次全国文物普查中，鄞州区文物管理办公室发现了原广德湖南面夹塘和旧时纤道，断续将近10公里，其中位于集士港镇万众村，长约2公里的清垫夹塘保存最为完整。
鄞州区内的一条城市快速路定名为广德湖路，以纪念消失的广德湖。位于原广德湖湖区的集士港镇亦建有广德湖剧院。

## 相关作品
废湖前：
- 唐杜模《秋过广德湖》：一望湖皋满月秋，西风吹雨稻花收。凭谁诉与均田使，泽国来年是沃畴。
- 北宋曾巩《广德湖记》

废湖后：
- 清李邺嗣：《鄮东竹枝词》：十庙沿堤霞屿孤，东湖本亦号西湖，受他十顷烟波阔，不学西头罂脰芜。
- 清万斯同：
  - 《鄮西竹枝词》（之一）：湖开罂脰匹东钱，谁把长陂决作田。却恨宣和楼太守，屡教西土失丰年。
  - 《鄮西竹枝词》（之二）：湖田官税倍民田，恨事流传五百年。仕宦满朝谁念此，叩阍端赖布衣贤。
  - 《鄮西竹枝词》（之三）：楼公本意媚权臣，遂使千秋义迹湮。何事还留丰惠庙，高墙大屋坐称神？
- 清全祖望《万金湖铭》：……重湖可保，竚卜屡丰。莫师楼异，有靦我祠宫。